# Nesta Davies
Nesta Davies (...) è una danzatrice su ghiaccio britannica. Insieme a Paul Thomas ha vinto la medaglia d'argento al Campionato europeo e al Campionato mondiale nel 1954.

## Palmarès
(con Thomas)
| Evento              | 1953 | 1954 |
| ------------------- | ---- | ---- |
| Campionati mondiali | 4°   | 2°   |
| Campionati europei  |      | 2°   |